# بازووتس
بازووتس (به لاتین: Bazovets) یک منطقهٔ مسکونی در بلغارستان است که در شهرستان والچدرام واقع شده‌است.